# Babele

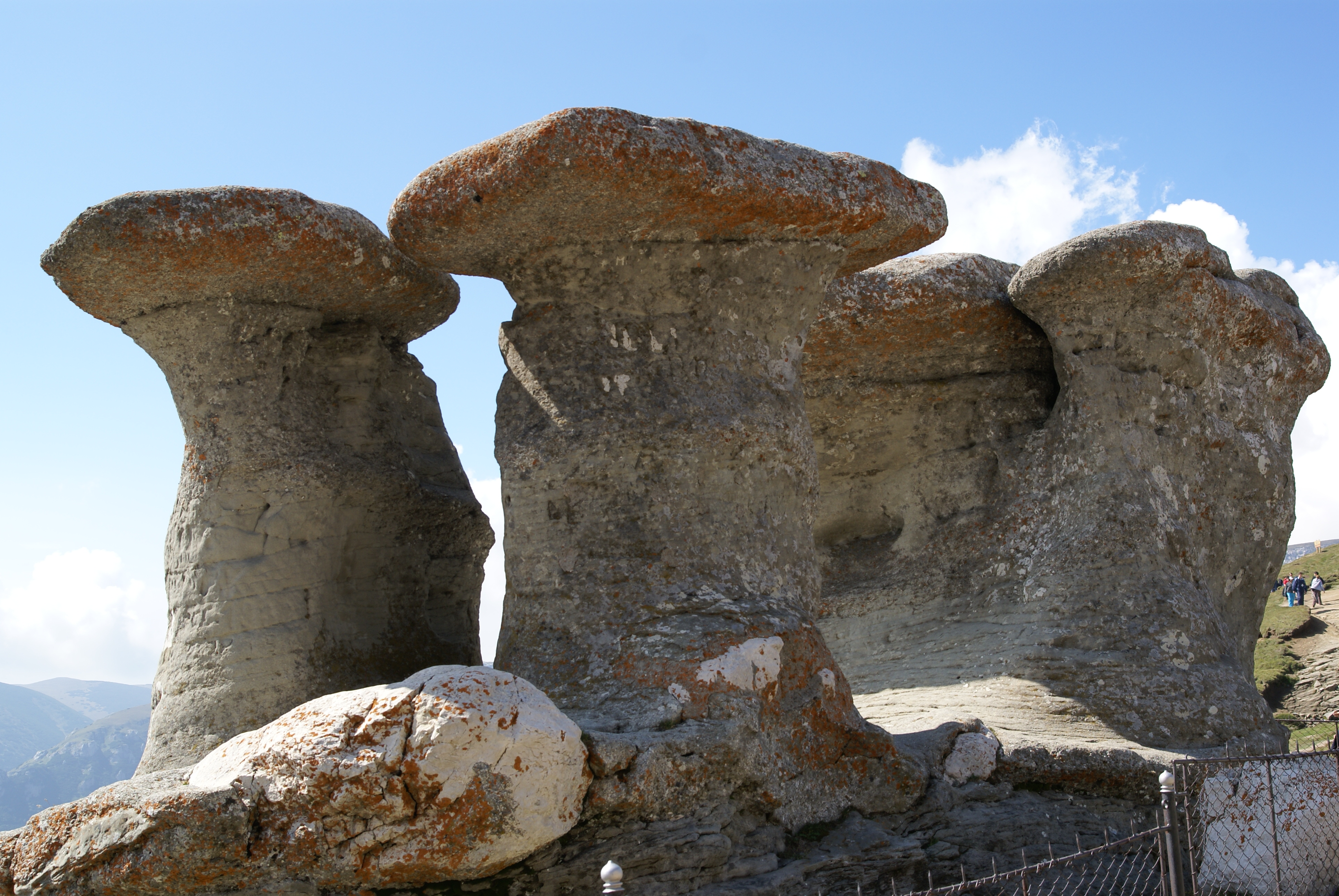
Babele za dnia

Babele (pol. Stare kobiety) – skałka na wysokości 2206 metrów w górach Bucegi, jeden z najchętniej odwiedzanych pomników przyrody w Parku Natury Bucegi (obok Sfinksa w Bucegi).
Skałki powstały z biegiem czasu w wyniku erozji deszczowej i wietrznej, zbudowane są z wapieni z okresu kredy.
W pobliże skałek można dojechać kolejką linową, a także znajduje się tam jedno ze schronisk w górach Bucegi.